# Habitatge al carrer Santiago Rusiñol, 24 (Manlleu)
L'Habitatge al carrer Santiago Rusiñol, 24 és un edifici de Manlleu (Osona) inclòs a l'Inventari del Patrimoni Arquitectònic de Catalunya.

## Descripció
Es tracta d'un edifici de planta baixa i un pis que fa xamfrà entre els carrers Rusiñol i Vilamirosa. Les obertures es distribueixen regularment en el pla de façana. En la planta pis del xamfrà les obertures són balconeres amb un balcó continu amb la barana treballada de ferro forjat. En planta baixa les obertures tenen els brancals, llindes i ampits de pedra picada amb directius rectes i la façana és de pedra, mentre que en planta pis la façana és estucada de color rosat amb decoració amb estuc blanc en llindes i brancals de les obertures i en la franja de sota del ràfec. Una petita cornisa separa les dues plantes i les cantonades són de carreus regulars de pedra. El ràfec es sustenta per biguetes de fusta.